# The Game (Kartenspiel)
The Game mit dem Untertitel „Spiel … solang du kannst“ ist ein kooperatives Kartenspiel von Steffen Benndorf, das 2015 im Nürnberger-Spielkarten-Verlag erschienen ist. Das Spiel wurde zum Spiel des Jahres 2015 als eines von drei Spielen nominiert. Im gleichen Jahr wurde es zudem beim À-la-carte-Kartenspielpreis nominiert und errang den zweiten Platz nach Machi Koro.

## Spielweise
Das Spiel baut auf einer klassischen Patience auf und wird als kooperatives Kartenspiel von einem bis fünf Spielern gespielt. Wie bei der Patience geht es darum, bis zum Spielende alle Karten des Spiels in einer vom Spiel festgelegten Auslage unterzubringen. Dabei besteht das Spiel aus vier Reihenkarten (Startkarten), je zweimal mit der 1 und der 100 beziffert, sowie 98 Zahlenkarten mit den Zahlenwerten 2 bis 99.

### Spielablauf
Zur Spielvorbereitung werden die vier Reihenkarten in der Tischmitte ausgelegt. Die gut gemischten Zahlenkarten werden verdeckt an die Mitspieler verteilt, dabei erhält im Spiel mit drei, vier und fünf Personen jeder Spieler 6 Karten und bei zwei Spielern je 7 Karten. Im Solospiel erhält der Spieler 8 Karten. Die restlichen Zahlenkarten kommen als verdeckter Zugstapel (Talon) auf den Spieltisch.
Die Aufgabe der Spieler ist es, gemeinsam (kooperativ) alle Zahlenkarten in die Ablage zu platzieren. Dabei sollen bei den Reihenkarten mit der 1 aufsteigende Zahlenreihen, also Reihen mit Karten mit größer werdenden Zahlenwerten, und bei denen mit der 100 absteigende Reihen entstehen. Die Karten werden aufeinander gelegt und verdecken damit die bereits gelegten Karten, die Abstände zwischen den abgelegten Karten können beliebig groß sein. Eine Ausnahme von der Ablagereihenfolge kann durch den „Rückwärtstrick“ erreicht werden, wenn ein Spieler auf einem Stapel einen Sprung von genau 10 Punkten entgegen der Ablagerichtung erreichen kann. Dafür muss er im aufsteigenden Stapel eine Karte legen, die genau 10 Punkte unterhalb der vorhergehenden liegt, und im absteigenden eine Karte, die um genau 10 Punkte höher liegt. Der „Rückwärtstrick“ kann in einem Zug auch mehrfach eingesetzt werden.
In einem ersten Schritt einigen sich die Spieler auf einen Startspieler, nachdem alle Spieler ihre Karten angesehen haben. Die Spieler spielen im Uhrzeigersinn und jeder Spieler muss in seinem Zug mindestens zwei Karten aus seiner Hand ablegen, kann aber auch mehr passende Karten auf die Ablagestapel platzieren. Danach füllt der Spieler seine Kartenhand wieder auf und der nächste Spieler ist am Zug. Da es sich um ein kooperatives Spiel handelt, ist die Kommunikation zwischen den Spielern erlaubt, es dürfen allerdings niemals konkrete Zahlenwerte genannt werden. Sinnvoll können unter anderem Reservierungswünsche für einen Kartenstapel oder Warnungen vor zu großen Sprüngen sein. Wenn der Zugstapel vollständig verbraucht ist, wird weiter abgelegt, allerdings müssen die Spieler nun nur noch jeweils eine Karte pro Zug ablegen.
Das Spiel endet, wenn alle Karten abgelegt sind oder ein Spieler trotz vorhandener Karten keine passenden Karten mehr ablegen kann. Gelingt es den Spielern, alle Karten regelkonform abzulegen, haben sie gemeinsam gewonnen; gelingt es nicht und es bleiben Karten übrig, haben sie gemeinsam verloren.

### Spielvarianten
Um das Spiel für geübtere Spieler ein wenig schwieriger zu gestalten, gibt die Grundregel des Spiels eine Spielvariante an, nach der pro Zug statt zwei nun drei Karten ausgespielt werden müssen. Eine weitere Variante zur Erschwerung des Spiels ist die Reduzierung der Handkarten um eine Karte.

### The Game on Fire
2015 erschien die Mini-Ergänzung The Game on Fire, die aus sechs Karten mit den Werten 22, 33, 44, 55, 66 und 77 besteht. Die gleichwertigen Karten im Basisspiel werden für The Game on Fire durch farblich anders gestalteten Karten ersetzt, die nach Ausspielen immer direkt mit einer Folgekarte eines Mitspielers überdeckt werden müssen, um das Spiel nicht zu verlieren. Die sechs Karten wurden dem Basisspiel in späteren Auflagen als Bestandteil des Spiels hinzugefügt.

### The Game: Extreme
2016 erschien das eigenständige Spiel The Game: Extreme, das auf The Game aufbaut und auf 28 Spielkarten Befehle für das Spiel integriert. Dabei verändert sich am Spielablauf und dem Spielziel nichts, die Befehlskarten nehmen jedoch Einfluss auf den Spielablauf. Dabei handelt es sich um sieben verschiedene Befehle, die auf je vier Karten vorkommen und beim Ausspielen befolgt werden müssen. Dabei darf ein Spieler während seines Zuges einen oder mehrere Befehle spielen, die befolgt werden müssen, und es darf über die Befehlskarten kommuniziert werden, solang keine konkreten Zahlwerte genannt werden.
In dem Spiel kommen folgende Befehle vor:
| Symboltypen | Name                               | Eigenschaft |
| --- | ---------------------------------- | --- |
| Blitzsymbole: Müssen sofort ausgeführt werden und gelten für den aktiven Spieler                                                                                           | STOP                               | Die Aktion des aktiven Spielers endet sofort. Die STOP-Karte kann auch als erste Karte ausgespielt werden, um einen Zug auf eine Karte zu begrenzen. |
| Blitzsymbole: Müssen sofort ausgeführt werden und gelten für den aktiven Spieler                                                                                           | Totenkopf                          | Die Karte muss der aktive Spieler im selben Spielzug überdecken, am Ende des Zuges darf keine Totenkopf-Karte sichtbar auf einem Stapel liegen bleiben. Dies gilt auch zum Ende des Spiels, wenn alle Zahlenkarten gelegt sind.                                                               |
| Blitzsymbole: Müssen sofort ausgeführt werden und gelten für den aktiven Spieler                                                                                           | 3!                                 | Der aktive Spieler muss in seinem Spielzug insgesamt genau 3 Karten ausspielen. Es ist dabei erlaubt, hierbei eine STOP-Karte als dritte Karte zu spielen. |
| Unendlichkeitssymbol: Karten mit dem Unendlichkeits-Symbol gelten nach dem Ausspielen so lange für alle Spieler und alle Stapel, wie sie sichtbar auf einem Stapel liegen. | keine Kommunikation                | Die Spieler dürfen nicht mehr miteinander über das Spiel kommunizieren, also weder sprechen noch sich irgendwelche Zeichen geben. |
| Unendlichkeitssymbol: Karten mit dem Unendlichkeits-Symbol gelten nach dem Ausspielen so lange für alle Spieler und alle Stapel, wie sie sichtbar auf einem Stapel liegen. | kein Rückwärtstrick                | Der jeweils aktive Spieler darf keinen Rückwärtstrick mehr anwenden. |
| Unendlichkeitssymbol: Karten mit dem Unendlichkeits-Symbol gelten nach dem Ausspielen so lange für alle Spieler und alle Stapel, wie sie sichtbar auf einem Stapel liegen. | Beschränkung auf einen Stapel      | Der jeweils aktive Spieler muss alle Karten, die er in seinem Zug ausspielt, auf einen einzigen Stapel spielen. |
| Unendlichkeitssymbol: Karten mit dem Unendlichkeits-Symbol gelten nach dem Ausspielen so lange für alle Spieler und alle Stapel, wie sie sichtbar auf einem Stapel liegen. | Nachzugbeschränkung auf eine Karte | Der jeweils aktive Spieler darf nach der Beendigung seiner Aktion nur eine einzige Karte nachziehen, unabhängig von der Anzahl der abgelegten Karten. Wenn die Karte überdeckt wird, darf der jeweils aktive Spieler nach seiner Aktion wieder auf die ursprüngliche Kartenanzahl nachziehen. |

### The Game: Face to Face
2017 erschien das kompetitive Kartenspiel The Game: Face to Face beim Nürnberger-Spielkarten-Verlag. Entwickelt wurde es von Steffen Benndorf und Reinhard Staupe, illustriert von Sandra Freudenreich und Oliver Freudenreich. Bei The Game: Face to Face handelt es sich um ein Kartenspiel für 2 Personen. Jede Person erhält 60 Karten in einer Farbe, worunter sich je 58 Zahlen und 2 Reihenkarten befinden. Ziel des Spiels ist es, als erster alle eigenen Karten abgelegt zu haben.
Die Zahlenkarten werden gut gemischt und jeder zieht 6 vom eigenen Stapel auf die Hand. Es wird abwechselnd gespielt. Jeder Spieler hat zwei eigene Ablagestapel, wobei die Karten auf dem einen Stapel aufsteigend (1 bis 59) und auf dem anderen Stapel absteigend (60 bis 2) abgelegt werden müssen. Der aktive Spieler muss mindestens zwei seiner Handkarten gemäß der bekannten Regeln auf seinen eigenen Ablagestapeln ablegen. Der Rückwärtstrick ist wie im Grundspiel ebenfalls erlaubt.
Anstatt bei sich selbst abzulegen, darf der aktive Spieler genau eine Karte auf einen Stapel des Mitspielers legen. Mit der dort abgelegten Karte muss er ihm jedoch helfen – sprich, dessen Stapel beliebig verbessern. Hat man sich dazu entschieden, nur Karten auf die eigenen Stapel abzulegen, zieht man am Ende des Zuges zwei Karten vom Nachziehstapel, unabhängig davon, wie viele Karten man bei sich abgelegt hat. Hat man sich jedoch dazu entschieden, eine Karte auf einen der gegnerischen Kartenstapel zu legen, dann darf man am Ende des eigenen Zuges so viele Karten vom Nachziehstapel ziehen, dass man wieder 6 Karten auf der Hand hat.
Derjenige, der als erstes alle 58 Zahlenkarten abgelegt hat, gewinnt das Spiel.

### The Game: Quick & Easy
Im Januar 2020 erschien The Game: Quick & Easy beim Nürnberger-Spielkarten-Verlag. Entwickelt wurde es von Steffen Benndorf, illustriert von Sandra Freudenreich und Oliver Freudenreich. Gemeinsam versuchen die Spieler hier, alle Karten auf zwei Stapeln abzulegen, wobei einer aufsteigend (1 bis 10) und der andere absteigend (10 bis 1) befüllt werden muss. Es gibt Zahlenkarten mit den Werten von 1 bis 10 in fünf unterschiedlichen Farben.
Jeder Spieler erhält 2 Handkarten. Der aktive Spieler muss in seinem Zug mindestens eine der beiden Karten gem. der bekannten Regeln ausspielen. Danach zieht er so viele Karten nach, bis er wieder zwei Karten auf der Hand hat. Beim regulären Ausspielen sind die Farben der Karten nicht von Bedeutung, sie werden in The Game: Quick & Easy jedoch für den Rückwärtstrick benötigt:
Wird eine Karte in einer Farbe auf einen Stapel gelegt, auf dem die gleiche Farbe obenauf liegt, dann darf die abgelegte Karte einen beliebigen Wert haben – es darf in diesem Fall also ausdrücklich entgegen der eigentlichen Ablegeregeln abgelegt werden.
Gemeinsam gewinnen die Spieler, wenn sie es schaffen, alle Karten auf den beiden Ablagestapeln abzulegen. Sie verlieren, sobald ein Spieler in seinem Zug keine Karte regelkonform ablegen kann.

## Ausgaben und Rezeption
Das Kartenspiel The Game wurde von Steffen Benndorf entwickelt und im Februar 2015 als Neuerscheinung zur Nürnberger Spielwarenmesse beim Nürnberger-Spielkarten-Verlag veröffentlicht. Die Karten- und Spielgestaltung mit einer roten und schwarzen Grundfärbung mit einem angedeuteten Totenschädel auf den Zahlenkarten stammt von den Spieleillustratoren Oliver und Sandra Freudenreich. Im Jahr des Erscheinens wurde The Game zum Spiel des Jahres 2015 als eines von drei Spielen neben dem dreidimensionalen Brettspiel Colt Express und dem Kartenspiel Machi Koro nominiert, konnte sich jedoch nicht gegen Colt Express durchsetzen. Begründet wurde die Nominierung mit den folgenden Worten:

„Dieser Minimalismus begeistert! Mit rund 100 Karten und wenigen Regeln erschafft Autor Steffen Benndorf eine spannungsgeladene Atmosphäre, die niemanden abschweifen lässt. Im Gegenteil: Die Zwänge beim Ablegen der Karten schicken die Spieler in ein Wechselbad der Gefühle. Verzweiflung, Ärger, Freude, triumphaler Jubel – alles ist dabei. Doch vor allem die Einschränkungen in der Verständigung machen „The Game“ zu einer Herausforderung, die nie langweilig wird.“

Im gleichen Jahr wurde es zudem beim À-la-carte-Kartenspielpreis nominiert und errang den zweiten Platz nach Machi Koro. Aufgrund des Erfolges erschien das Spiel 2015 als Lizenzpiel bei verschiedenen Verlagen auch in einer englischen, einer niederländischen, einer französischen, einer tschechisch/polnischen und in einer Schweizer Version in den Sprachen Deutsch, Italienisch und Französisch.
2016 erschien mit The Game: Extreme ein auf The Game aufbauendes Spiel, das von Benndorf gemeinsam mit Reinhard Staupe entwickelt wurde.

## Belege
1. 1 2  The Game auf der Website des Spiel des Jahres e.V.; abgerufen am 26. Februar 2017.
2. 1 2 3 4 5 6 7 8  Offizielle Spielregeln für The Game
3. 1 2  Offizielle Spielregeln für The Game: Extreme
4. ↑  Offizielle Spielregeln für The Game: Face to Face
5. ↑  Offizielle Spielregeln für The Game: Quick & Easy
6. ↑  Versionen von The Game in der Datenbank BoardGameGeek; abgerufen am 26. Februar 2017.